# 瓦尔米亚采邑主教区
瓦尔米亚采邑主教区是一个半独立的教会国，由里加大主教统治的普鲁士主教区，先后作为条顿骑士团国（1243年-1466年），波兰王国的保护国，最后于第二次托倫和約后属于波兰立陶宛联邦（1466年-1772年）
最初作为厄姆蘭主教区成立， 是北方十字军东征时期条顿骑士团征服該地後，在1243年由摩德纳的威廉在普鲁士地区成立的。由查理四世承認为采邑主教区。
在第二次托倫和約后，撤销了条顿骑士团控制的主教，权利也转移到波兰国王上面。
在1772年第一次瓜分后，瓦尔米亚被纳入普鲁士王国的东普鲁士，更名为厄姆蘭。通过华沙条约（1773年9月18日）给予的权力，腓特烈二世保证天主教徒自由从事宗教事务，但是教堂的地产被世俗化。 采邑主教区被纳入柯尼斯堡的军火商会.
原先的采邑主教區在失去世俗權力後，现在被称为天主教瓦爾米亞總教區。

## 在条顿骑士团中
跟着库姆，波美萨尼亚和诺伊马克主教区，瓦尔米亚是普鲁士的四个教区之一，于1243年由教皇特使摩德纳的威廉建立。所有4个教区由来自科隆，以前的爱尔兰阿马大主教普鲁士大主教阿尔伯特·苏尔比尔任命的主教统治。他在1251年选择里加作为他的住处，这在1255年被教皇历山四世证实。那时的几个主教为条顿骑士团的牧师。第一个当选的瓦尔米亚主教斯查台赫的海因里希不能命令他的手下，但在1251年，麦森的安塞姆进入瓦尔米亚。主教统治的统治区的三分之一由一个世俗统治者统治。1356年金璽詔書证实了这一点。该法案让人有权独立地选出主教。该主教区在1280年位于布兰斯堡，后在进攻异教徒古普鲁士人后转移到弗龙堡。
尽管瓦尔米亚主教维护他们的特权，并尝试取缔一切企图削减特权和主教享有的自治权的组织，一些波兰语文献和德国历史学家的意见在主教是自主的还是受条顿骑士团控制的这一问题上并不一致。事实为条顿骑士团以赞助的名义保护有自治權的厄姆蘭采邑主教区，但是它拥有采邑主教。
1410年格伦沃德战役后，萨姆比亚和瓦尔米亚的主教一起拜见波兰立陶宛的雅德维加，这是一个保护被彻底摧毁的领土的策略。这让他们在条顿骑士团的作用为从波兰，立陶宛和鞑靼人的军队中收复失地。
在1447年，厄姆蘭采邑主教作为日耳曼国家在阿沙芬堡参加了政府大会，和1448年神圣罗马帝国王子的政府大会。
在14世纪60年代，在条顿骑士团将要为第二次托倫和約谈判时，它变得清晰，主教兰根多夫的保尔（1458年-1467年）脱离了普鲁士联邦。

## 在波立联邦中

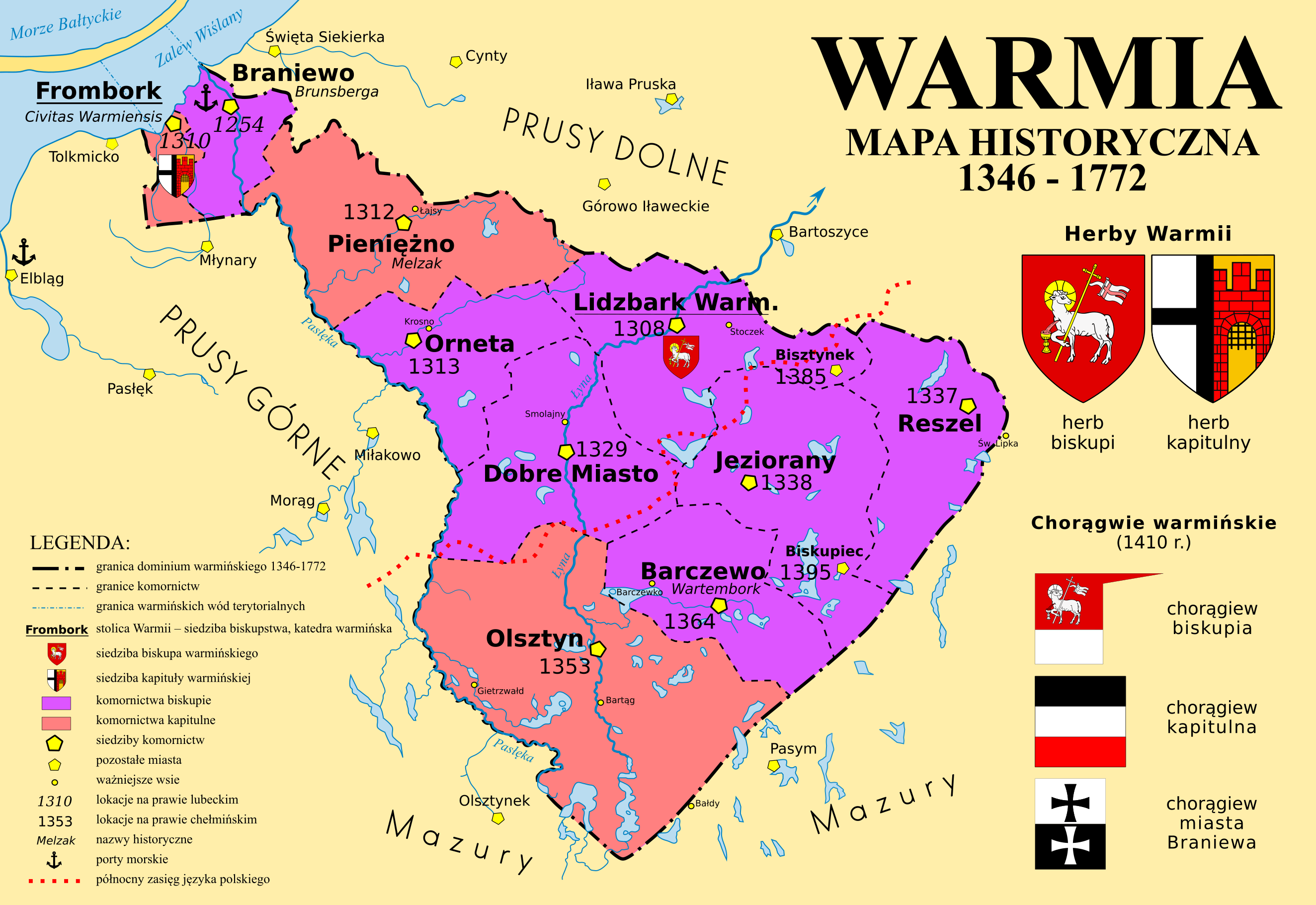
从托伦条约到并入东普鲁士期间的瓦尔米亚地区区划

第二次托倫和約使主教区撤消了条顿骑士团的保护，而接受了波兰王冠领地的同样的保护。主教们坚持保持他们的特权，并让所统治的土地成为事实上的采邑主教区，虽然波兰国王并不同意他们的意见。当波兰国王声称有权利任命主教，像他在波兰王国那样时，这就导致了冲突。教会没有接受这个并选举尼古拉斯·冯·图根为主教，这就导致在卡齐米日四世（1447年-1492年）和受条顿骑士团和匈牙利国王马加什一世支持的尼古拉斯·冯·图根（1467年-1489年）之间引发了牧师战争（Warmia Stift Feud，1467年-1479年）。 
当图根反常的同意波兰国王作为保护者，并不得不让教会只选举波兰国王同意的候选人时，波兰国王在匹迟科夫-迟布纳斯基第一条约（Piotrków Trybunalski）中同意图根为采邑主教。可是，当图根在1489年死时，教会选举卢卡斯·瓦岑罗德作为主教，并且教皇诺森八世同意瓦岑罗德反对卡齐迷日四世的候选人——他的儿子弗雷德里克。这个问题最终导致1512年来自教皇尤利乌斯二世的主教区的豁免地位基于了厄姆蘭作为日耳曼民族一部分的权力。在匹迟科夫-迟布纳斯基第二条约（Piotrków Trybunalski，1512年12月7日）中，瓦尔米亚承认国王亚历山大在选举期间给教会4个候选人的有限权利，亚历山大不管怎样，都不得不去做本地普鲁士人。

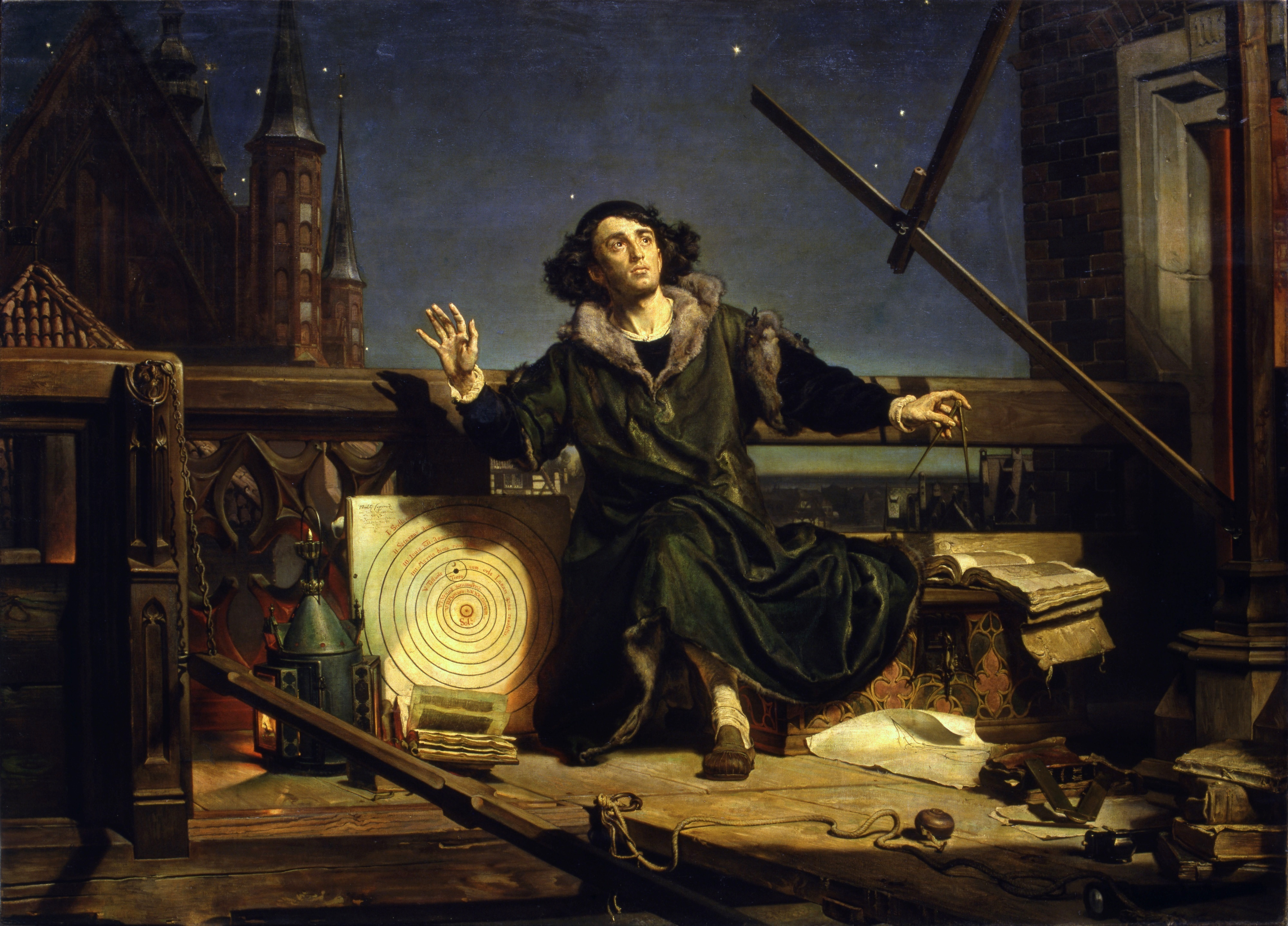
天文学家尼古拉斯·哥白尼长期供职于瓦尔米亚主教区的弗龙堡，他的舅舅小卢卡斯·瓦岑罗德在1489年当选为瓦尔米亚主教，积极对抗条顿骑士团。哥白尼本人曾在1521年的阿伦施泰因围城战中成功领导波兰人击败了条顿骑士团的进攻。图片背景为弗龙堡的圣母升天圣安德肋圣殿总主教座堂

在1525年，在骑士团大团长阿尔布雷希特因为绝大多数公民改信信义宗，在宗教改革中把骑士团的普鲁士领土周围的厄姆蘭采邑主教区完全世俗化，建立普鲁士公国时，瓦尔米亚采邑主教区失去了三分之二的土地。
厄姆蘭的多姆赫恩，坎弄不得不做普鲁士人，说德语并不得不在法律系统上有非常好的教育为了能做采邑主教并维护和争取厄姆蘭教区的法律地位。
在天特会议后，后来的红衣主教斯坦尼斯瓦夫·赫西乌斯（1551年-1579年）建立了了赛诺德教区（1565年），并在同年，耶稣会来到弗龙堡。虽然普鲁士几乎所有地区都散发出新教福音派的气息，但赫西乌斯和克罗莫采邑主教和耶稣会对保持瓦尔米亚高天主教数量上有帮助。圣凯瑟琳教会在弗龙堡由雷吉娜·波特曼成立，从事教育行业，特别是从事女子教育。然而，尽管赫西乌斯和克罗莫坚决捍卫厄姆蘭豁免地位反对波兰国王吞并主教区到波兰立陶宛联邦的种种尝试。 
17世纪和18世纪早期的好几次，普鲁士和厄姆蘭被暴露于与波兰的战争中，神圣罗马帝国和瑞典在波兰-瑞典战争中战斗。
直到18世纪末，采邑主教依然是全普鲁士合并的参议院（Conventus generalus Terrarum Prussiae）的一部分的奥柏主教。
由于1772年的第一次瓜分，瓦尔米亚被纳入普鲁士王国的东普鲁士省，更名为厄姆兰主教区。

## 归属东普鲁士
在波兰立陶宛联邦被击败后，于1772年开始了所谓的第一次瓜分波兰，厄姆蘭被纳入到普鲁士王国的东普鲁士。主教区不再作为一个独立的行政单位，而且腓特烈二世没收了它的财产。采邑主教，腓特烈大帝的私人朋友，著名的波兰作者伊格纳希·克拉斯茨基尽管失去了世俗的权力，但在1795年连任格涅兹诺大主教之前依然保留了在1795年普鲁士法院的权力。 
厄姆蘭采邑主教区在20世纪前仍然是一个被豁免的主教区。虽然厄姆蘭采邑主教区仍然是罗马天主教流行的地区，宗教学校依然遭到压制。. 虽然自16世纪起学校开始教授波兰语，但是波兰语自1873年的法令起在瓦尔米亚所有学校被禁止教授。.
由于教廷发布的《論靈魂的救贖》（De salute animum，1820年6月16日），普鲁士的天主教遭到了改组。自从大多数普鲁士人改宗信义会，所剩不多的天主教徒迁移到被扩大到包括在宗教改革中改宗的，居住在萨姆兰教区（桑比亚半岛），和波美萨尼亚教区部分区域的居民的土地的瓦尔米亚教区。后来还加上马连维尔德（柯菲金）。
在1901年，该教区总人口约为2,000,000人，但只有327,567人为天主教徒。

## 二战和战后

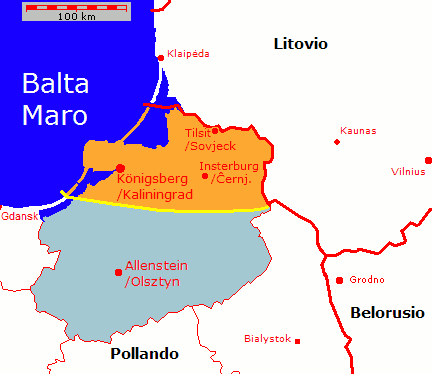
二战后对东普鲁士的瓜分

纳粹党卫军让主教马克西米连·卡尔勒在1945年2月第二次世界大战苏联红军进攻东普鲁士期间为他的安全，被迫离开他的办公地点。在第二次世界大战的最后几个月，波茨坦协定让共产党占领的地区和郊区南部的部分地区由波兰统治，而北部属于苏联的加里宁格勒州；而德国人则和最后的厄姆蘭主教受到驱逐。
卡尔勒返回该地区再次开始他的主教工作，但当时的波兰政府对当地的德意志人进行驱逐和清洗。红衣主教奥古斯特·赫隆德阻止卡尔勒继续行使他的职责，卡尔勒逃到了未来称作西德的地方，但从没卸职。在1946年，他被庇护十二世授予“被驱逐德国人主教的特别权利”。
瓦尔米亚主教的办公地点，传统上被认为是弗龙堡（德语称弗劳恩堡）的圣母升天圣安德肋圣殿总主教座堂，但在1945年后，只剩下了空壳。一个新的波兰主教区在1972年约佐夫·哲加兹加的安排下安置，搬迁至奥尔什丁。 
1992年3月25日，瓦尔米亚主教区被升格为大主教区，埃尔宾主教区和艾弗克教区也被纳入该大主教区，带来了12,000平方千米的土地和703,000个天主教徒，33个教区，253个總鐸區，446個堂區。 
目前的大主教为沃耶切赫·吉姆巴，由一个辅助主教支持。根据1945年的《波茨坦协定》，厄姆蘭重返波兰。在1972年再次为瓦尔米亚主教区，在1992年，变为天主教瓦爾米亞總教區。